# Moçarria
Moçarria ist eine Ortschaft und Gemeinde in Portugal.

## Geschichte
Die erste dokumentierte Erwähnung Moçarrias stammt aus dem Jahr 1248.
Während der Napoleonischen Invasionen Anfang des 19. Jh. wurde die Gemeinde mehrmals geplündert, insbesondere die Ortschaft Secorio und ihre Kirche.
Moçarria gehörte zur Gemeinde Abitureiras, bis es 1922 eine eigene Gemeinde wurde.

## Verwaltung
Moçarria ist Sitz einer gleichnamigen Gemeinde (Freguesia) im Kreis (Concelho) von Santarém im Distrikt Santarém. In der Gemeinde leben 965 Einwohner (Stand 19. April 2021).
Folgende Ortschaften liegen in der Gemeinde:
- Baixinho
- Moçarria
- Quinta do Barbancho
- Quinta dos Cardeais de Baixo
- Secorio
- Vila Nova da Babeca

## Söhne und Töchter der Stadt
- Maria Martins (* 1999), Radsportlerin